# طواف فرانسيس دريك

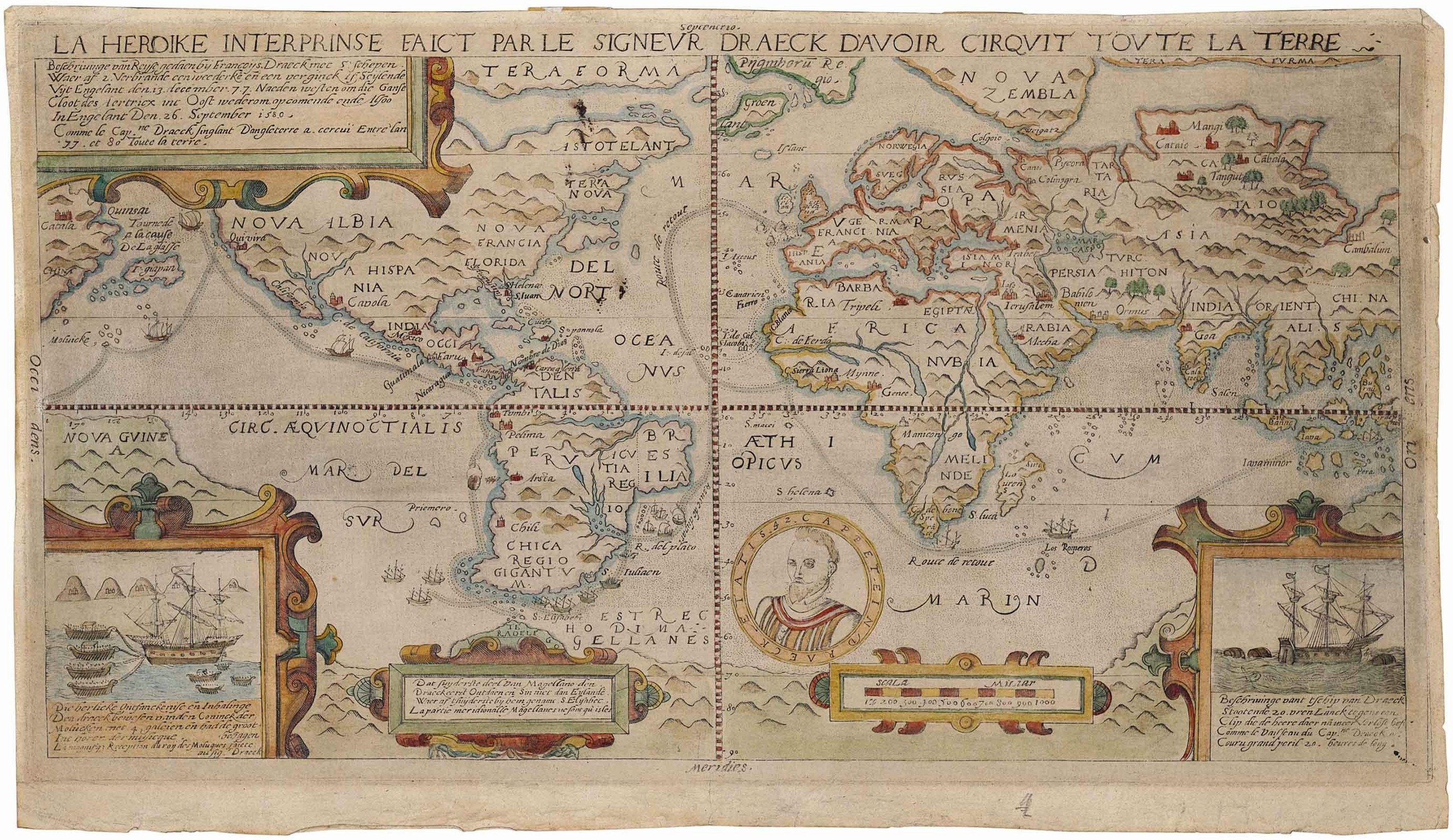
خريطة توضح مسار رحلة فرانسيس دريك حول العالم في الفترة من 1577 إلى 1580.

طواف فرانسيس دريك، المعروف أيضًا باسم بعثة دريك الغازية، هو حدث بحري تاريخي هام وقع بين 15 ديسمبر 1577 و26 سبتمبر 1580. بتفويض من الملكة إليزابيث الأولى بقيادة فرانسيس دريك؛ أبحر الأخير بخمس سفن فيما أطلِق عليه رحلة اكتشاف، على الرغم من أنها كانت في الواقع رحلة غازية سرية طموحة وبداية تحدي إنجلترا للهيمنة العالمية لإسبانيا.
انطلق دريك بعد تأخير دام ستة أشهر تقريبًا في 15 ديسمبر 1577. بعد عبور المحيط الأطلسي مر بكيب هورن وأصبح أول إنجليزي يبحر في مضيق ماجلان وسافر عبر الساحل الغربي لأمريكا الجنوبية وصولًا إلى المحيط الهادئ في أكتوبر 1578 وبسبب الخسائر الناجمة عن العواصف والأمراض، لم يتبق سوى سفينتين، إحداهما غولدن هند. ثم نهب دريك الموانئ الإسبانية واستولى على عدد من سفن الكنوز الإسبانية بما في ذلك السفينة الشراعية الغنية نويسترا سينورا دي لا كونسيبسيون. بعد المتابعة شمالًا، على أمل العثور على طريق يعود عبر المحيط الأطلسي، أبحر دريك أعلى الساحل الغربي لأمريكا أكثر من أي أوروبي وهبط في كاليفورنيا الحالية، مطالبًا بالأرض لإنجلترا وأطلق عليها اسم نيو ألبيون.
لم يتمكن من العثور على ممر، اتجه دريك جنوبًا في غولدن هندي الوحيدة وفي يوليو 1579 أبحر غربًا عبر المحيط الهادئ. أخذته أسفاره إلى جزر الملوك وسيليبس وجاوا، ثم في جولة حول رأس الرجاء الصالح وأخيراً الطرف الغربي لأفريقيا. عاد دريك إلى إنجلترا في سبتمبر 1580 حاملاً شحنة غنية من التوابل والكنوز الإسبانية وتميز بأنه أول رجل إنجليزي يبحر حول العالم. بعد سبعة أشهر، منحته الملكة إليزابيث لقب فارس على متن غولدن هند، الأمر الذي أثار انزعاج ملك إسبانيا فيليب الثاني. ونتيجة لذلك، كانت الرحلة إحدى بوادر الحرب الأنجلو-إسبانية.
لم يكن دريك أول رجل إنجليزي يطوف حول العالم فحسب، بل كان أيضًا أول شخص يقود طوافًا كاملًا؛ الرحلة السابقة الوحيدة من هذا القبيل، وهي طواف ماجلان، استولى عليها الملاح الإسباني خوان سيباستيان إلكانو بعد وفاة ماجلان.

## خلفية

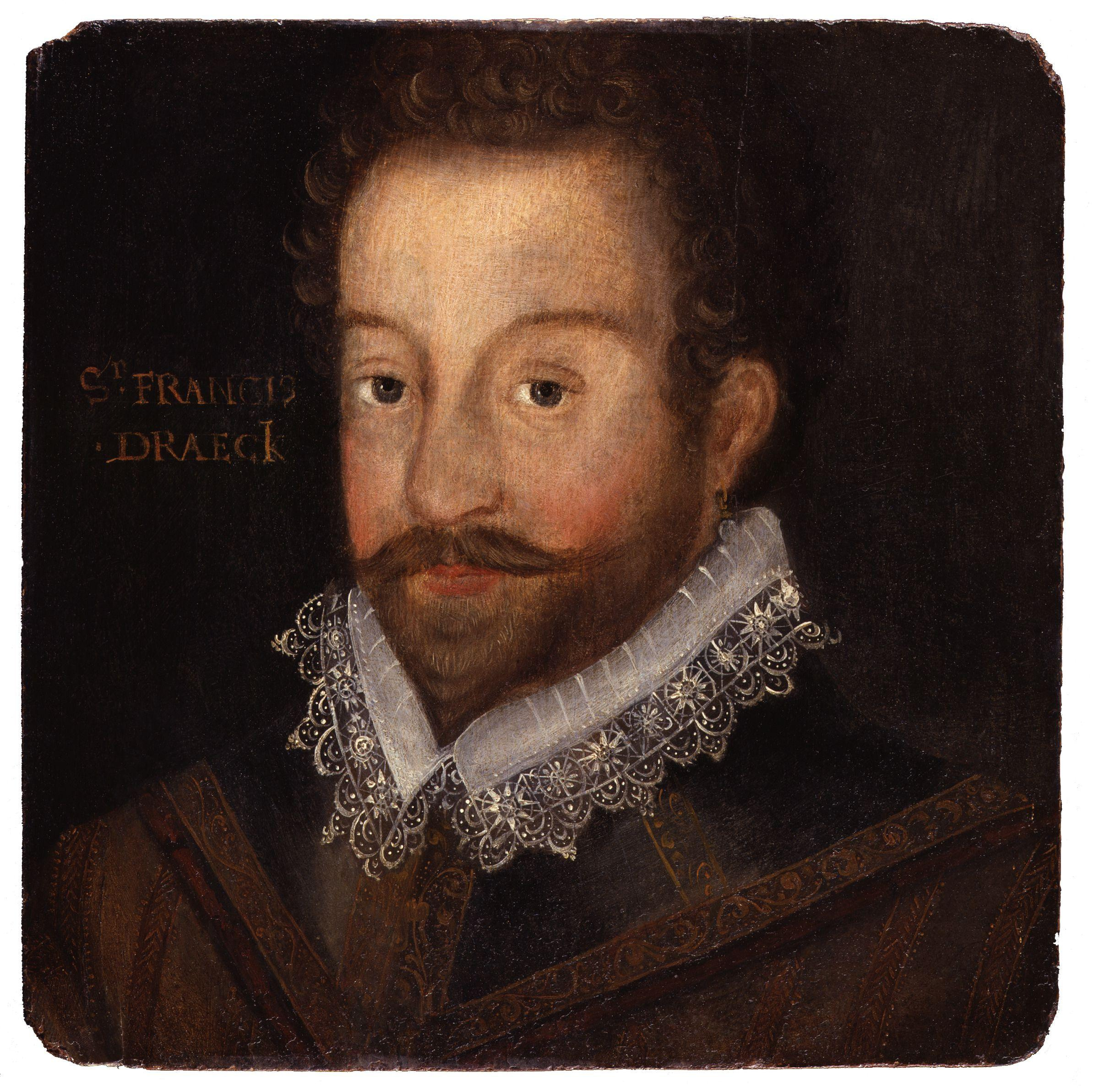
فرانسيس دريك بواسطة جودوكس هونديوس.

خلال المراحل المبكرة من عصر الاكتشاف، قسمت معاهدة تورديسيلاس العالم الجديد إلى منطقتين إسبانية وبرتغالية ووقعها ملوك الدول المعنية والبابا ألكسندر السادس. ومع ذلك، أدى الإصلاح البروتستانتي في أوائل القرن السادس عشر إلى قيام الدول البروتستانتية في أوروبا التي لم تعترف بالسلطة البابوية الروحية أو الزمنية ورفضت المعاهدة لاحقًا. كانت إنجلترا إحدى هذه الدول، وفي ستينيات القرن السادس عشر، تدهورت علاقات الملك فيليب الثاني ملك إسبانيا مع الملكة إليزابيث الأولى ملكة إنجلترا، بعد استعادة السيادة الملكية على كنيسة إنجلترا من خلال قانون التفوق عام 1559.
شارك التجار والمغامرون الإنجليز لاحقًا في بعثات تجارية مع مختلف المناطق الإسبانية في العالم الجديد. كانت إسبانيا متشككة بشدة من أي محاولة من قبل القوى الأجنبية للتجارة أو إنشاء مستعمرات في منطقة سيطرتها، ووصلت إلى حد ذبح عدة مئات من سكان الهوجوينوت الفرنسيين في فورت كارولين في فلوريدا الفرنسية عام 1565 بعد استسلامهم.
في عام 1567، كانت إحدى أولى رحلات الاستعباد الإنجليزية كجزء من أسطول بقيادة جون هوكينز، إذ جلبت العبيد الأفارقة للبيع في المستعمرات الإسبانية والبرتغالية في منطقة البحر الكاريبي وأمريكا الجنوبية. رافقه فرانسيس دريك، ابن عم هوكينز، في الرحلة. ومع ذلك، فقد عدد من السفن عندما هوجمت من قبل سرب إسباني في معركة سان خوان دي أولوا. نتيجة لذلك، أصبح الإسبان عدوًا مدى الحياة لدريك، واعتبروه بدورهم قرصانًا.
نفذ دريك بعد ذلك رحلتين تجاريتين مربحتين إلى جزر الهند الغربية في عام 1572، حيث قاد سفينتين في رحلة استكشافية ضد الموانئ الإسبانية في منطقة البحر الكاريبي. رأى المحيط الهادئ واستولى على ميناء نومبر دي ديوس على برزخ بنما. عاد إلى إنجلترا مع شحنة من الكنز الإسباني لكنه جاء في وقت متوتر بسبب موافقة إليزابيث وفيليب على اتفاقية نيميغين وتوقيعها في عام 1573. نتيجة لذلك كان على دريك أن يحافظ على حضور متدني للسنوات القادمة ولكنه عزم على رحلة استكشافية في المستقبل حيث كان يعلم أنه يمكن أن يحصل على الدعم. مع ما يقرب من 100 ألف بيزو من المسروقات المخبأة سرًا، كان لدى دريك ما يكفي من المال لقيادة وإنشاء أسطول جديد مع العودة إلى إسبانيا الرئيسية. كما بدأ ببناء سفينة جديدة أكثر متانة ومدججة بالسلاح للرحلة.

### التحضير
في عام 1577، كلفت الملكة إليزابيث الأولى دريك سرًا بالانطلاق في رحلة استكشافية ضد المستعمرات الإسبانية على ساحل المحيط الهادئ الأمريكي. استثمرت الملكة 1000 كرونة في المشروع وهكذا أصبح دريك قرصانًا مفوضًا. كانت الحملة تهدف أيضًا إلى استكشاف المناطق التي يمكن أن يكون فيها مستوطنة إنجليزية محتملة؛ الأولى من نوعها. كانت إليزابيث وأعضاء بلاطها، بما في ذلك روبرت دادلي وكريستوفر هاتون وفرانسيس والسينغهام (وزير خارجية إليزابيث في ذلك الوقت) من بين أولئك الذين استثمروا في رحلة دريك ودعموا سرًا سرقته؛ نهب السفن والموانئ الإسبانية. ومن الأعضاء البارزين الآخرين كاتب سفن الملكة؛ جورج وينتر، ومساح البحرية ويليام وينتر والسير جون هوكينز.
أسس دريك الأسطول على مدار العام، كانت سفينة القيادة والسفينة التي انتهى دريك من بنائها هي البيليكان. كان وزنها 150 طنًا وكانت أقوى سفينة في الحملة مع ثمانية عشر مدفعًا في المجموع. من هؤلاء السبعة كانت المدفع المتوسط على كل جانب وقاربين جانبيين. كان من المقرر أن تساعدها أربع سفن أخرى؛ إليزابيث من ثمانين طناً مع ستة عشر مدفع وكان قائدها جون وينتر، ماريجولد، وهي سفينة إمداد تزن ثلاثين طناً مع عشرة مدافع بقيادة جون توماس وسفينتي إمداد بنديكت وبجوان. إجمالاً، تألفت المجموعة التكميلية مما يقرب من 164 رجلاً في المجموع. كانت السفن مسلحة ومجهزة بالرعاية والكفاية.

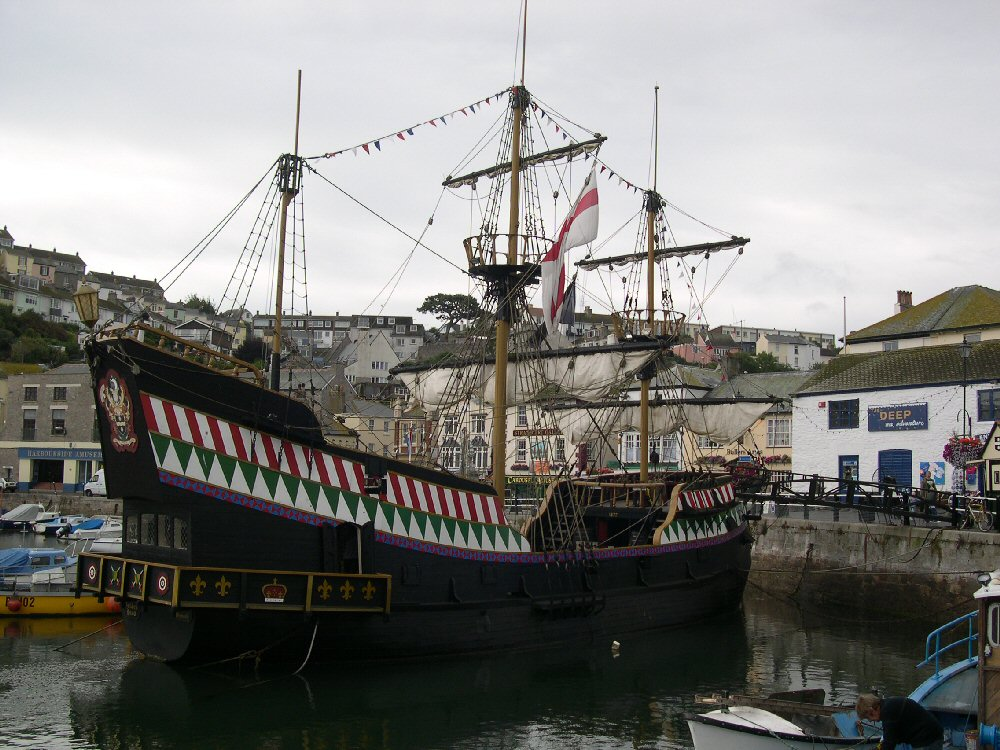

كان دييغو أحد أفراد الطاقم الأساسيين، وهو عبد زنجي سابق هرب من الإسبان وانضم إلى دريك في نومبر دي ديوس عام 1572. دييجو، وهو رجل حر، كان أيضًا باني سفن قويًا وعرف أن التجارة كانت تعمل في خدمة دريك. ومع ذلك، فإن طلاقة دييغو في اللغتين الإسبانية والإنجليزية جعلته مترجمًا مفيدًا عندما ألقي القبض على إسبان أو برتغاليين يتحدثون الإسبانية. كان يعمل كخادم لدريك وكان يتقاضى راتبه، تمامًا مثل بقية أفراد الطاقم. كرجل حر، كان يرافق دريك للمساعدة في الاستطلاع المحلية، ولكن بشكل حاسم، كان دريك من خلال دييغو ينوي تقديم معلومات استخبارية كاذبة إلى الإسبان.
كان هناك أيضًا مغامرون سادة الذين ارتبطوا جميعًا بالمستثمرين. أحد هؤلاء كان توماس دوتي، المحامي الذي رافق دريك في رحلته السابقة، على الرغم من أن التوترات بين الاثنين أصبحت واضحة. رافق دريك أيضًا شقيقه الأصغر توماس وابن عمه جون. بالإضافة إلى ذلك، كان هناك نجارون، حداد، عالم نبات والعديد من الموسيقيين للترفيه عن القبطان وطاقمه، وأرسل والسينغهام قسيسه ومقربه فرانسيس فليتشر كمراقب.
استخدم دريك الوسيلة الوحيدة لشكل الكرة الأرضية وفي ذلك الوقت كانت من خريطة رسام الخرائط الفلمنكي أبراهام أورتيليوس «ثيتروم أوربيس تيراروم». بدلاً من الكشف عن نواياه الحقيقية، أخبر دريك الطاقم أنهم كانوا في رحلة تجارية إلى المشرق. والسبب في ذلك هو إقناع الرجال بالركوب في السفينة وتجنب معرفة المخاطر الحقيقية التي يواجهونها.